# Lovag Zsuzsa
Lovag Zsuzsa (Budapest, 1940. július 6. –) régész, művészettörténész; a magyar koronázási jelvények kutatását és publikálását koordináló bizottság  tagja volt 1978 és 2000 között.

## Tudományos munkássága
Felsőfokú tanulmányait az Eötvös Loránd Tudományegyetemen végezte 1961 és 1966 között, régész és történelemtanári szakon. 1973-ban egyetemi doktori fokozatot szerzett. 1966-tól 1992-ig a Magyar Nemzeti Múzeumban dolgozott, majd 1992 és 2001 között a Magyar Iparművészeti Múzeum főigazgatója volt.
1986-tól 2002-ig az  MTA régészeti bizottságának tagja, majd titkára volt. 1978 és 2000 között a magyar koronázási jelvények kutatását, köztük is elsősorban a Szent Korona és publikálását koordináló bizottság tagja volt.
Meghívott oktatóként ötvösségtörténeti előadásokat tartott a JATE régészeti tanszékén, illetve az ELTE művészettörténeti tanszékén.
1974-től rendszeresen tevékenykedett az egyházi tulajdonban lévő műtárgyak katalogizálása terén.

## Művei
- A középkori bronzművesség emlékei Magyarországon; Corvina, Bp., 1979 (németül is)
- Kovács Éva–Lovag Zsuzsa: A magyar koronázási jelvények; Corvina, Bp., 1980 (angolul, németül és franciául is)
- Aquamanilék; Múzsák, Bp., 1983 (Évezredek, évszázadok kincsei)
- A magyar koronázási jelvények; Magyar Nemzeti Múzeum, Bp., 1986 (angolul és németül is)
- Mittelalterliche Bronzegegenstände des Ungarischen Nationalmuseums; németre ford. Bodnár Klára, Albrecht Friedrich; MNM, Bp., 1999 (Catalogi Musei Nationalis Hungarici Series archaeologica)
- Hager Ritta; HUNGART Vizuális Művészek Közös Jogkezelő Társasága Egyesület, Bp., 2013
- Az Esztergom-Prímás szigeti apácakolostor feltárása; MNM, Bp., 2014 (Opuscula Hungarica)

## Elismerései
- Ferenczy Noémi-díj, 1999
- Rómer Flóris-emlékérem, 2000 (2001-ben adták át)
- A Magyar Köztársasági Érdemrend középkeresztje, 2007. március 15.